# La Pegatina
La Pegatina és un grup de música de rumba catalana fundat el 2003 a Montcada i Reixac.

## Història
El grup va iniciar la seva carrera l'any 2003 amb el nom de Pegatina Sound System, i amb un sols parell de temes recollits en un EP, van començar a recórrer la península Ibèrica i a tocar en festivals i sales de concerts.
El 2006, i ja amb el nom definitiu de La Pegatina, després de gravar cançons per a diversos recopilatoris, van enregistrat el seu primer àlbum que a principis de 2007 veuria la llum amb el títol d'Al carrer! que va ser finançat pel propi grup. En aquest disc, a més de barrejar llengües com el castellà, català i gallec, hi van col·laborar artistes com ara Manu Chao, Gambeat, Che Sudaka i Txarango.
La Pegatina es va presentar dos anys després amb 4 nous membres, 4.500 còpies venudes, 180.000 descàrregues gratuïtes d'internet i una gira que els va dur per Europa amb més de 250 concerts. En el concert de final de gira, a la Sala Apolo de Barcelona, va vendre totes les entrades 10 dies abans de l'actuació.
El febrer de 2009 va presentar un nou disc, Via Mandarina, produït per Kasba Music i gravat als estudis La Atlántida. Hi va col·laborar músics com D'callaos o El Puchero del Hortelano, entre d'altres, emprant diferents llengües.
El grup es va consolidar com un fenomen trencador amb els vells fonaments de la indústria musical, present contínuament a les xarxes socials i seguit per milers de fans, tot i no formar part del circuit comercial. A principis del 2010 van rebre el Premi al millor artista pop/rock del 2009 de la revista Enderrock i també el Premi al millor lloc web. Aquest fet va donar una nova empenta al projecte i va fer que s'alcessin com un grup referència també a Europa. Aquell any van anar a tocar als Països Baixos, Àustria, Liechtenstein, França, Itàlia i també el Canadà.
El mes de febrer de 2011 van presentar el disc que els va consolidar com un dels grans grups estatals i europeus. L'àlbum portà per nom Xapomelön, editat novament per Kasba Music. Al disc, hi participen Joan Garriga, Amparo Sánchez, els rapers In*digna i les Sey Sisters. Aquell mateix any, van visitar la Xina amb una gira especial anomenada La PegaChina.
El febrer de 2013 van publicar el seu quart àlbum Eureka!, que conté 15 cançons. En aquest disc hi participen Mario Díaz, Romi Anauel, Love of Lesbian, Esne Beltza i els sicilians Baciamolemani, a la vegada que van estrenar el documental La Pegatina: El docu.
A principi de 2014 va presentar la gira Lloverá y yo vére Tour en què van continuar tocant els seus temes estrella per diferents països. El dia 12 de maig va sortir a la venda el seu cinquè treball titulat Revulsiu. Un disc amb el qual col·laboren Dubioza Kolektiv, Capitán Cobarde, Ska-P, Hanggai, Turttle Island, MS Maiko, Rayden i Oques Grasses. El van presentar a Madrid, Barcelona i Bilbao i la seva gira va passar per Asia, Europa i Sud-amèrica, abans d'actuar al Canet Rock, el Clownia o localitats com Mataró, Igualada o Mollerussa.
Amb motiu dels seus vint anys de trajectòria, el 2022 va publicar La meva gent, un EP de sis cançons íntegrament en català i les col·laboracions de JazzWoman, The Tyets, Santa Salut i Els Amics de les Arts.

## Components
- Rubén Sierra: veu i guitarra
- Adrià Salas: veu i guitarra
- Ovidi Díaz: caixó, percussió i cors
- Ferran Ibañez: baix i cors
- Axel Magnani: trompeta i cors
- Romain Renard: acordió, veus i cors
- Sergi López: bateria
- Miki Florensa: guitarra elèctrica i acústica.
- Miguelón García: trombó

## Discografia
- Al carrer!. 2007
- Via Mandarina. 2009
- Xapomelön. 2011
- Eureka!. 2013
- Revulsiu. Warner Music, 2015
- «Jo et seguiré», 2017[8]
- Ahora o nunca. Warner Music, 2018[9]
- Darle la vuelta. Warner Music, 2020
- Hacia Otra Parte. Calaverita Records/Música Global, 2022[10]
- La meva gent. Calaverita Records, 2022

## Gires[calcitació]
- La Pegatina, 2003
- La Pegatina Sound System, 2004
- Calentando Motores, 2005
- Moviditos, 2006
- Al Carrer!, 2007
- La Conxi Tour, 2008
- Via Mandarina, 2009
- Mira que mira, 2010
- Xapomelön, 2011
- Adrenalina, 2012
- Eureka!, 2013
- Lloverá y yo veré, 2014
- Revulsiu, 2015
- La gran Pegatina, 2016
- World Tour, 2017
- Ahora o nunca, 2018
- La fiesta más grande del año, 2019